# 阿比德·萨迪科夫
阿比德·萨迪科维奇·萨迪科夫（俄语：Абид Садыкович Садыков；1913年11月15日—1987年7月12日），乌兹别克族，苏联党和国家领导人，化学家。乌兹别克苏维埃社会主义共和国科学院院士，苏联科学院通讯院士。化学博士。曾任乌兹别克苏维埃社会主义共和国科学院化学研究所所长、棉花化学实验室主任、塔什干大学校长、乌兹别克苏维埃社会主义共和国科学院院长、乌兹别克苏维埃社会主义共和国最高苏维埃主席和科学院有机化学研究所所长等职务。

## 生平
- 1913年11月15日出生于塔什干。
- 1932年-1937年，塔什干中亚大学化学系学习。期间，1933年-1937年，塔什干中亚大学化学研究所实验员。
- 1937年-1939年，塔什干纺织学院任职教师。
- 1939年-1941年，撒马尔罕乌兹别克国立大学任教师。
- 1941年-1946年，塔什干中亚大学化学系教师，副教授。1946年加入联共（布），并获化学博士学位。
- 1946年-1974年，塔什干中亚大学化学系主任，教授。1947年当选乌兹别克苏维埃社会主义共和国科学院院士。

期间：
- 1946年-1950年，乌兹别克苏维埃社会主义共和国科学院化学研究所所长。
- 1947年-1957年，乌兹别克苏维埃社会主义共和国科学院主席团成员。1956年起，乌兹别克苏维埃社会主义共和国科学院棉花化学实验室主任。
- 1958年3月-1966年4月，塔什干中亚大学校长。
- 1963年3月-1967年4月，乌兹别克苏维埃社会主义共和国最高苏维埃主席。
- 1966年-1984年，任乌兹别克苏维埃社会主义共和国科学院院长兼《乌兹别克科学院学报》总编辑。1966年当选苏联科学院通讯院士，1972年当选院士。
- 1972年-1984年，成为苏联科学院主席团成员。
- 1973年-1977年，任乌兹别克苏维埃社会主义共和国科学院生物有机化学系主任。
- 1977年-1987年，任乌兹别克苏维埃社会主义共和国科学院生物有机化学研究所所长。
- 1987年7月21日于塔什干逝世，享年73岁。葬于察合台公墓。

萨迪科夫是苏共23-26大代表；第7、9-11届苏联最高苏维埃民族院代表，第8届苏联最高苏维埃联盟院代表。

## 荣誉
苏联：
- 社会主义劳动英雄称号（1973）
- 四次列宁勋章（1961,1965,1973,1975）
- 十月革命勋章（1971）
- 劳动红旗勋章（1950）
- 荣誉勋章（1946）
- 劳动英勇奖章（1954）
- 乌兹别克苏维埃社会主义共和国功勋科技工作者称号（1960）
- 乌兹别克苏维埃社会主义共和国比鲁尼国家奖（1979）

乌兹别克斯坦：
- 杰出贡献奖章（2002年追授）[2]

## 纪念
1988年起，乌兹别克科学院生物有机化学研究所以萨迪科夫命名。